# Оточе
Оточе (словен. Otoče) — поселення в общині Радовлиця, Горенський регіон, Словенія. Висота над рівнем моря: 399,3 м.